# Oosporoza ziemniaka
Oosporoza ziemniaka (ang. skin spot of potato) – grzybowa choroba ziemniaka wywołana przez zaliczanego do workowców mikroskopijnego grzyba Polyscytalum pustulans. Nazwa choroby pochodzi od wcześniej używanej nazwy tego gatunku – Oospora polyscytalum.

## Występowanie i szkodliwość
Choroba występuje głównie w chłodnych krajów Europy Północnej i państw byłego ZSRR, ale odnotowano ją również w Ameryce Północnej, Afryce Południowej, Australii i Nowej Zelandii.
Przeprowadzone w Anglii w 2000 roku badanie wykazało, że w momencie zbioru tylko 0,2% bulw rozwinęło objawy choroby. Choroba rozwija się głównie po zebraniu bulw, wraz z czasem ich przechowywania wzrasta także ilość bulw z objawami choroby i po pewnym czasie było ich już 9,2%. Oddzielenie chorych bulw od zdrowych wymagałoby ręcznego sortowania.

## Objawy
Na bulwach pojawiają się pojedynczo lub w skupiskach niewielkie, wgłębione plamy. Pierwsze infekcje następują zazwyczaj w części stolonowej lub na oczkach. Zdrowa i zainfekowana tkanka bulwy zostaje oddzielona warstwą korka, dzięki czemu porażone miejsca można łatwo usunąć nożem. Używane w przechowalniach środki hamujące rozwój kiełków mogą sprzyjać infekcji, gdyż pod ich wpływem bulwy mają cieńszą skórkę. Również duża wilgotność i niska temperatura sprzyja infekcjom i rozwojowi choroby

## Ochrona
Zalecenia obejmują następujące działania:
- Kontrola plamistości skórnej podczas sadzenia i usuwanie bulw zainfekowanych
- Wybór bardziej odpornych odmian
- Używanie tylko zdrowych nasion
- Zaprawianie fungicydami bulw nasiennych
- Wybór do uprawy odpowiedniego pola
- Monitoring bulw podczas zbiorów
- Odpowiedni termin zbioru
- Zaprawianie fungicydami po zbiorach
- Stosowanie właściwych metody zbioru
- Kontrola podczas przechowywania
- Tłumienie kiełkowania
- Obróbka cieplna bulw
- Właściwa Temperatura przechowywania
- Konserwacja i higiena przechowywania.